# Никола Груевски
Никола Груевски (Скопље, 31. август 1970) је македонски политичар. Био је председник странке ВМРО-ДПМНЕ од маја 2003. до децембра 2017. Претходно је био потпредседник исте партије. Од септембра 2002. године је био посланик у Скупштини Северне Македоније (Собрание на Северна Македонија). Тренутно се налази у егзилу у Мађарској.
Од децембра 1999. до септембра 2002. године, Никола Груевски је био министар финансија у влади Љупча Георгијевског (Љубчо Георгиевски). Претходно је био министар без ресора и министар за економију, као и гувернер у Светској банци и у Европској банци за обнову и развој – ЕБРД. Такође, био је председник Државне комисије за хартије од вредности и председник брокерске асоцијације Северне Македоније.
Од 28. јула 2006. до 15. јануара 2016. године Никола Груевски био је премијер Северне Македоније, након чега је поднео оставку због велике политичке кризе.
Груевски је пореклом из села Крушоради код Лерина (данас Грчка) одакле је његов отац Тало, а мајка Надежда из Штипа, иначе сестра Јордана Мијалкова, првог министра унутрашњих послова Северне Македоније.
Никола Груевски је 1994. године дипломирао на Економском факултету Битољског универзитета „Климент Охридски”. Сем овог, има и диплому лондонског Института за хартије од вредности. Никола Груевски је 11. децембра 2006. године магистрирао на економском факултету при универзитету Св. 
Ћирило и Методије у Скопљу.
Дана 17. априла 2014, опозиција је објавила документе и времена снимљених телефонских позива, оптужујући премијера за узимање мита са циљем да убрза нелегалне продаје банке. Наводни почињени преступи од стране премијера у оквиру корупције и организованог криминала се односе на случај продаје акција „Македонске банке”. Опозиција је такође доставила доказе о прихватању новца, показујући потпис бившег секретара ВМРО-ДПМНЕ 2006. године. Овај случај исто тако важи и за утају пореза. СДСМ је поднела захтев за форензичко испитивање снимка, које је обављено у Београду од стране вештака из области информационих технологија.
Груевски је оштро одбацио оптужбе. Груевски је требало да издржава казну од две године затвора, али је у новембру 2018. побегао из Северне Македоније у Мађарску и затражио азил који му је експресно одобрен.